# جایزه بزرگ غرب ایالات متحده ۱۹۷۸
جایزه بزرگ غرب ایالات متحده ۱۹۷۸ (انگلیسی: ‎1978 United States Grand Prix West‎)، که به‌طور رسمی با نام جایزه بزرگ لانگ بیچ شناخته می‌شود، یک مسابقهٔ موتوری در رشتهٔ اتومبیل‌رانی فرمول یک بود که در تاریخ ۲ آوریل ۱۹۷۸ در پیست لانگ بیچ واقع در لانگ بیچ، کالیفرنیا، ایالات متحده آمریکا برگزار شد. این گراند پری در میان ۱۶ گراند پری در فصل ۱۹۷۸، مسابقهٔ شمارهٔ ۴ بود.
در این مسابقه که در ۸۰ دور و به مسافت ۲۶۰٫۰۸ کیلومتر (۱۶۱٫۶۰۶ مایل) برگزار شد، پول پوزیشن توسط کارلوس روتمان کسب شد و سریع‌ترین زمان برای طی یک دور پیست که برابر با ۱:۲۲٫۲۱۵ بود نیز توسط آلن جونز به ثبت رسید.
کارلوس روتمان از تیم فراری، ماریو اندرتی از تیم لوتوس-فورد و پاتریک دیپلر از تیم تایرل-فورد به‌ترتیب مقام‌های اول تا سوم مسابقه را کسب کردند.

## رده‌بندی قهرمانی پس از مسابقه
| جایگاه | راننده        | امتیاز |
| ------ | ------------- | ------ |
| ۱      | کارلوس روتمان | ۱۸     |
| ۲      | ماریو اندرتی  | ۱۸     |
| ۳      | رونی پیترسن   | ۱۴     |
| ۴      | پاتریک دیپلر  | ۱۴     |
| ۵      | نیکی لائودا   | ۱۰     |
| منبع:  |               |        |

| جایگاه | سازنده            | امتیاز |
| ------ | ----------------- | ------ |
| ۱      | لوتوس-فورد        | ۲۷     |
| ۲      | فراری             | ۱۸     |
| ۳      | تایرل-فورد        | ۱۵     |
| ۴      | برابام-آلفا رومئو | ۱۴     |
| ۵      | فیتیپالدی-فورد    | ۶      |
| منبع:  |                   |        |

یادداشت
- تنها پنج جایگاه نخست از هر رده‌بندی نمایش داده شده است.